# Game Theory
Albums de The Roots
The Tipping Point
(2004) Rising Down
(2008)
Singles
1. Don't Feel Right
Sortie : 20 juin 2006
2. In the Music
Sortie : 1er septembre 2006

Game Theory est le septième album studio des Roots, sorti le 29 août 2006.
Cet album a été acclamé par les critiques et nommé en 2007 pour le Grammy Award du « meilleur album de rap ».
Il s'est classé 5e au Top R&B/Hip-Hop Albums, 9e au Billboard 200 et au Top Internet Albums, avec 61 000 exemplaires vendus la première semaine.

## Liste des titres
| No  | Titre                                                       | Contient un (des) sample(s) de                            | Durée |
| --- | ----------------------------------------------------------- | --------------------------------------------------------- | ----- |
| 1.  | Dilltastic Vol Won(derful) (featuring J Dilla)              | Fantastic de Slum Village                                 | 0:28  |
| 2.  | False Media (featuring Wadud Ahmad)                         | Don't Believe the Hype de Public Enemy                    | 2:34  |
| 3.  | Game Theory                                                 | Life of Fortune & Fame de Sly Stone                       | 4:01  |
| 4.  | Don't Feel Right (featuring Maimouna Youssef)               | Jungle Boogie de Kool & The Gang Ecstasy des Ohio Players | 4:08  |
| 5.  | In the Music                                                |                                                           | 4:06  |
| 6.  | Take It There (featuring Wadud Ahmad)                       |                                                           | 2:50  |
| 7.  | Baby (featuring John-John)                                  |                                                           | 2:50  |
| 8.  | Here I Come (featuring Dice Raw)                            |                                                           | 4:11  |
| 9.  | Long Time (featuring Dice Raw, Peedi Peedi et Bunny Sigler) |                                                           | 4:21  |
| 10. | Livin' in a New World (featuring John-John)                 |                                                           | 1:47  |
| 11. | Clock with No Hands (featuring Mercedes Martinez)           | Runnin' des Pharcyde Beat 15 de J Dilla                   | 4:23  |
| 12. | Atonement (featuring Jack Davey)                            | You and Whose Army? de Radiohead                          | 2:35  |
| 13. | Can't Stop This                                             | Time: The Donut of the Heart de J Dilla                   | 8:35  |

| 14. | Bread & Butter | 3:40 |